# ムーンライト――――。
「ムーンライト――――。」は、日本のバンド、Plastic Treeの29枚目のシングル。2010年7月28日に徳間ジャパンコミュニケーションズから発売された。

## 概要
レーベル移籍第1弾シングル。通常盤、初回生産限定盤A、初回生産限定盤Bの三種リリース。
初回限定盤Bには、2010年5月3日にJCBホールで行われたStrange fruits-奇妙な果実-15周年・追懐公演が収録されている。
PV監督は大野敏嗣。

## 収録曲

### 通常盤
1. ムーンライト――――。 [4:40]
  - 作詞：有村竜太朗、作曲：有村竜太朗・長谷川正、編曲：Plastic Tree
2. バンビ [5:16]
  - 作詞：有村竜太朗、作曲：長谷川正、編曲：Plastic Tree
3. Rusty [5:49]
  - 作曲：有村竜太朗、作曲：長谷川正、編曲：Plastic Tree

インディーズ時代のアルバム「Strange fruits -奇妙な果実-」収録曲「rusty」をセルフカバー収録[1]。

### 初回生産限定盤A
CD
1. ムーンライト――――。
2. バンビ

DVD
1. ムーンライト――――。-Music Video-
2. ムーンライト――――。-Music Video- （メイキング映像)

### 初回生産限定盤B
CD
1. ムーンライト――――。
2. バンビ

DVD
1. 『twice』 2010.05.03 Strange fruits-奇妙な果実-15周年・追懐公演@JCBホール

## 収録アルバム
オリジナル
- 『Strange fruits -奇妙な果実-』（通常盤#3）
- 『アンモナイト』（#1、2）

ベスト
- 『続 B面画報』（#2、通常盤#3）